# NGC 2170
NGC 2170 är en reflektionsnebulosa i stjärnbilden Enhörningen. Den upptäcktes den 16 oktober 1784 av William Herschel.